# ブラッド・デイヴィス (サッカー選手)
ブラッド・デイヴィス（Brad Davis 、1981年11月8日 - ）は、アメリカ合衆国・ミズーリ州セントチャールズ出身の元プロサッカー選手。元サッカーアメリカ合衆国代表。現役時代のポジションはFW（LWG）。

## 経歴

### 初期
セントルイス大学1年次には全米年間最優秀フレッシュマンに選ばれた。

### クラブ
2002年のMLSスーパードラフトで、一巡目（全体3人目）にメトロスターズに指名された。デビューシーズンは24試合4ゴールの好成績を収め、年間最優秀ルーキーに選ばれた。翌年、スーパードラフトでダラス・バーンが指名したマイク・マギーとのトレードでダラスに移籍。
2005年のスーパードラフトで、リチャード・マルルニー+アルトゥーロ・アルバレス+金銭のトレードでサンノゼ・アースクエイクスに移籍。
2006年、ヒューストン・ダイナモに移籍。2011年シーズンはアシストを量産し、イースタンカンファレンス優勝に貢献。年間MVPの最終選考に残った。
2016年、スポルティング・カンザスシティに移籍。シーズン終了後、現役引退を表明。
2017年2月、1日限定でヒューストン・ダイナモで現役復帰した。

### 代表
2001年、アルゼンチンで開催されたFIFAワールドユース選手権に参加した。
2005年7月7日、2005 CONCACAFゴールドカップのキューバ戦でフル代表デビュー。大会を通じて4アシストを記録し、PK戦までもつれた決勝のパナマ戦ではPKを成功させチームの優勝に貢献した。2014 FIFAワールドカップにも参加した。

## 代表歴

### 出場大会
- アメリカ代表
  - 2014 FIFAワールドカップ

### 試合数
- 国際Aマッチ 17試合 0得点（2005年-2014年）[9]

| アメリカ代表 | 国際Aマッチ | 国際Aマッチ |
| 年           | 出場        | 得点        |
| ------------ | ----------- | ----------- |
| 2005         | 2           | 0           |
| 2006         | 0           | 0           |
| 2007         | 0           | 0           |
| 2008         | 1           | 0           |
| 2009         | 0           | 0           |
| 2010         | 2           | 0           |
| 2011         | 0           | 0           |
| 2012         | 0           | 0           |
| 2013         | 7           | 0           |
| 2014         | 5           | 0           |
| 通算         | 17          | 0           |

## タイトル

### クラブ
サンノゼ・アースクエイク
- サポーターズ・シールド (1): 2005

ヒューストン・ダイナモ
- MLSカップ (2): 2006, 2007
- ウェスタン・カンファレンス (2): 2006, 2007
- イースタン・カンファレンス (2): 2011, 2012

### 代表
- CONCACAFゴールドカップ (1): 2005

### 個人
- MLSオールスター (6): 2005, 2009, 2010, 2011, 2012, 2013
- MLS年間ベストイレブン: 2011